# Potamarius grandoculis
Potamarius grandoculis és una espècie de peix de la família dels àrids i de l'ordre dels siluriformes. Va ser descrit per Franz Steindachner el 1877.

## Morfologia
- Els adults poden atènyer uns 35 cm de longitud total.[2][3]

## Hàbitat
És un peix bentopelàgic i de clima tropical.

## Distribució geogràfica
Es troba a Sud-amèrica: rius Doce i Paraíba do Sul.